# John Ince
John Edward Ince (New York, 29 agosto 1878 – Hollywood, 10 aprile 1947) è stato un attore, regista e produttore cinematografico statunitense.

## Biografia
Era il maggiore dei fratelli Ince, Thomas H. Ince e Ralph Ince. Come attore, girò oltre duecento film, come regista, oltre cinquanta pellicole. Fu anche produttore (con cinque titoli) e sceneggiatore di un unico film.
Morì a Hollywood all'età di 68 anni il 10 aprile 1947.

## Filmografia

### Attore
- The Girl of the Sunset Pass (1913)
- The Engraver
- The Teacher at Rockville, regia di Francis J. Grandon (1913)
- On the Mountain Ranch, regia di Francis J. Grandon (1913)
- Women of the Desert
- A Florida Romance
- In the Harem of Haschem
- The Veil of Sleep, regia di Lloyd B. Carleton (1913)
- Clarence at the Theater
- The Judgment of the Deep
- Retribution, regia di George Nichols (1913)
- A Father's Love
- A Servant of the Rich, regia di John Ince (1914)
- The Attorney for the Defense (1915)
- The Hole in the Wall, regia di Maxwell Karger (1921)
- Francesina (Alias French Gertie), regia di George Archainbaud (1930)
- Moby Dick, il mostro bianco (Moby Dick), regia di Lloyd Bacon (1930)
- Afraid to Talk, regia di Edward L. Cahn (1932)
- Il museo degli scandali (Roman Scandals), regia di Frank Tuttle (1933)
- Il giocatore (Grand Slam), regia di William Dieterle (1933)
- The Man Who Reclaimed His Head, regia di Edward Ludwig (1934)
- Una moglie ideale (The Lady Consents), regia di Stephen Roberts (1936)
- La colpa di Rita Adams (Paper Bullets), regia di Phil Rosen (1941)
- Wilson, regia di Henry King (1944)

### Regista
- The Spoiled Child (1912)
- The Hills of Strife (1913)
- The Taking of Rattlesnake Bill (1913)
- The Price of Victory (1913)
- The Erring (1914)
- A Servant of the Rich (1914)
- A Cruel Revenge (1914)
- The Puritan (1914)
- The Mansion of Sobs (1914)
- Officer Jim (1914)
- In the Northland (1914)
- The Heart Rebellious (1914)
- The Twin Brothers Van Zandt (1914)
- His Brother Bill
- Her Mother Was a Lady (1914)
- A Recent Confederate Victory
- The Man from the Sea (1914)
- A Soldier of Peace
- Her Weakling Brother (1915)
- Winning Winsome Winnie
- The Unmarried Husband
- The Road o' Strife
- The Call of Motherhood
- Polly of the Pots and Pans
- Tony and Marie
- The Cowardly Way
- In Love's Own Way
- The House of Fear, co-regia di Ashley Miller (1915)
- Sealed Lips (1915)
- The Struggle (1916)
- Her Maternal Right
- The Crucial Test, co-regia di Robert Thornby (1916)
- The Planter
- La stella della taverna nera
- Secret Strings
- Blind Man's Eyes  (1919)
- Blackie's Redemption (1919)
- One-Thing-At-a-Time O'Day  (1919)
- A Favor to a Friend
- Please Get Married
- Should a Woman Tell?
- Old Lady 31
- Held in Trust (1920)
- Someone in the House
- Passion Fruit (1921)
- The Love Trap (1923)
- Cheap Kisses
- The Girl of Gold
- If Marriage Fails
- The Great Jewel Robbery
- Her Big Adventure
- Hour of Reckoning
- Wages of Conscience
- Black Feather (1928)